# تصویر آگزنومتریک

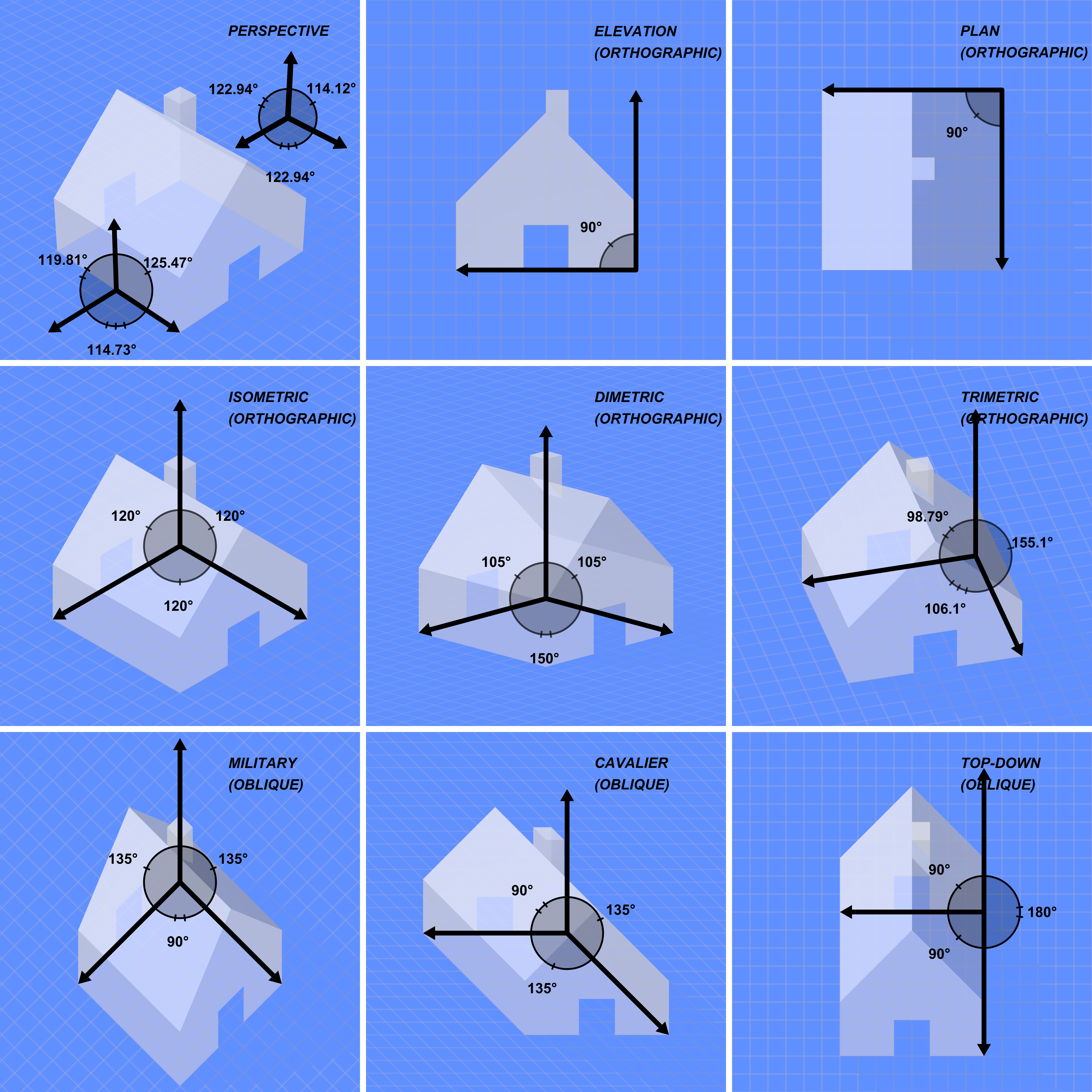
مقایسهٔ چند نوع مختلف از تصویرسازی‌های گرافیکی.

تصویر آگزنومتریک (به معنی تصویر محورسنجه‌ای) یا تصویر سه‌محوری یکی از انواع تصاویر موازی است که خود به سه دستهٔ ایزومتریک (هم‌اندازه)، دی‌متریک (دوسنجه‌ای) و تری‌متریک (سه‌سنجه‌ای) تقسیم می‌شود. دستهٔ دیگر تصاویر موازی، تصویر مایل است.
تصاویر آگزنومتریک در دستهٔ تصاویر ارتوگرافیک قرار می‌گیرند. ویژگی اصلی تصاویر آگزنومتریک این است که در آن ناظر از زاویه‌ای به جسم نگاه می‌کند که بتواند بیش از یک وجه آن را ببیند. در تصویر آگزنومتریک می‌توان برای سه محور اصلی مقیاس‌های متفاوتی در نظر گرفت؛ اگر این مقیاس‌ها برابر باشند تصویر حاصل ایزومتریک، اگر دو مقیاس برابر و یکی متفاوت باشد دی‌متریک و اگر هر سه مقیاس متفاوت باشند تصویر تری‌متریک خوانده می‌شود.
به بیان دیگر می‌توان تصویر آگزنومتریک را تصویر ارتوگرافیکی دانست که هدفش نمایش همزمان چندین وجه جسم است. مقیاس محورها به میزان چرخش جسم و مایل بودن آن بستگی دارد. خطوطی از جسم که زاویهٔ آن‌ها نسبت به صفحهٔ تصویر به ‎۹۰° نزدیک‌تر باشد، کوچکتر تصویر خواهند شد. برای پی بردن به اینکه یک تصویر از کدامیک از انواع ایزومتریک، دی‌متریک یا تری‌متریک است، کافیست زاویهٔ محورهای اصلی جسم را نسبت به صفحهٔ تصویر به دست آورد. اگر هر سه زاویه برابر باشند، مقیاس‌های سه محور برابر و تصویر ایزومتریک است و …